# Base Petrel
A Base Petrel é uma estação científica argentina na Antártica na Ilha Dundee, no Grupo Joinville.
Foi temporariamente usada como base desde 30 de novembro de 1961 tendo sido aberta permanentemente em 22 de fevereiro de 1967.